# Atletismo nos Jogos Mundiais Militares de 2011 - 5000 m masculino
A disputa dos 5000 metros rasos masculino nos Jogos Mundiais Militares de 2011 foi realizada nos dias 21 e 23 de julho no Estádio Olímpico João Havelange.

## Medalhistas
| Ouro   | KEN Mark Kiptoo      |
| Prata  | KEN Vincent Kiprop   |
| Bronze | BHR Bilisuma Gelassa |

## Semifinais

### Semifinal 1
| Pos. | Atleta                  | Tempo    | Notas |
| ---- | ----------------------- | -------- | ----- |
| 1    | BDI Irabaruta Olivier   | 13:58.67 | Q     |
| 2    | ALG Mounir Miuot        | 13:58.93 | Q     |
| 3    | BHR Dejenee Mootumaa    | 13:59.03 | Q     |
| 4    | KEN Vincent Kiprop      | 13:59.17 | Q     |
| 5    | FRA Hassan Hirt         | 13:59.49 | q     |
| 6    | ERI Zeray Mezenghe      | 14:19.42 |       |
| 7    | UGA Huru Dickson        | 14:20.60 |       |
| 8    | IND Mohmad Yunus        | 14:30.30 |       |
| 9    | SUI Michel Bruegger     | 14:32.07 |       |
| 10   | USA William Christian   | 14:40.30 |       |
| 11   | BEL Benjamin Barbier    | 14:43.16 |       |
| 12   | GER Markus Meissgeier   | 14:51.10 |       |
| 13   | URU Ernesto Zamora      | 14:55.69 |       |
| 14   | GAM Dawda Ml Ceesay     | 16:15.78 |       |
| 15   | BAR Jerome Blackett     | 16:34.89 |       |
| 16   | CHA Abakar Mahamadene   | 17:55.14 |       |
| 17   | GBS Mustafa Baldé       | 19:17.40 |       |
| —    | MAR El Aquzi Abdelrhani | DNS      |       |
| —    | CAN Chris Belbin        | DNS      |       |

### Semifinal 2
| Pos. | Atleta                           | Tempo    | Notas                |
| ---- | -------------------------------- | -------- | -------------------- |
| 1    | ALG Rabah Aboud                  | 14:05.21 | Q                    |
| 2    | KEN Mark Kiptoo                  | 14:05.82 | Q                    |
| 3    | FRA Yohan Duránd                 | 14:06.29 | Q                    |
| 4    | KSA Abdullah Joud                | 14:08.08 | Q                    |
| 5    | MAR El Aziz Mustafa              | 14:27.16 |                      |
| 6    | CHN Zhao Ran                     | 14:44.28 |                      |
| 7    | CAN Ryan McKeinze                | 14:49.16 |                      |
| 8    | TAN Nassibu Nkuwi                | 15:05.96 |                      |
| 9    | SUI Marcel Berni                 | 15:06.70 |                      |
| 10   | COL Jhon Chaules Males           | 15:21.10 |                      |
| 11   | LIB Ahmad El Darkouchi           | 15:21.91 |                      |
| 12   | ECU Ángel Gerardo Chasi Toalombo | 15:25.40 |                      |
| 13   | BIH Zaim Suman                   | 16:10.50 |                      |
| 14   | MTN Abdellahi Ould Abbe          | 16:13.43 | Recorde da temporada |
| 15   | ZIM Qijonstone Chimusasa         | 16:16.87 |                      |
| 16   | ANG Joaquim António              | 16:29.36 |                      |
| 17   | SUR Carlos Felixdaal             | 16:56.40 | Recorde da temporada |
| —    | CHI Leslie Encina                | DNF      |                      |
| —    | NOR Oysten Sylta                 | DNS      |                      |

### Semifinal 3
| Pos. | Atleta                                 | Tempo    | Notas                |
| ---- | -------------------------------------- | -------- | -------------------- |
| 1    | KSA Hussain Alhamdah                   | 13:51.43 | Q                    |
| 2    | BHR Bilisuma Gelassa                   | 13:51.47 | Q                    |
| 3    | TAN Damian Chopa                       | 14:02.26 | Q                    |
| 4    | TUN Mosbah Lagha                       | 14:10.80 | Q                    |
| 5    | ERI Tesfay Rondas                      | 14:13.70 | q                    |
| 6    | INA Agas Prayogo                       | 14:15.37 | q                    |
| 7    | USA Andrew Hanko                       | 14:22.21 |                      |
| 8    | BEL Marteen Van Steen                  | 14:27.24 |                      |
| 9    | COL Javier Andrés Pena Cabrera         | 14:46.31 |                      |
| 10   | ECU Henry Rolando Maldonado Valladares | 14:50.40 |                      |
| 11   | CHN Dinghong Yang                      | 14:59.10 |                      |
| 12   | ZIM Alfred Benhura                     | 15:29.50 |                      |
| 13   | TRI Denzil Ramirez                     | 15:34.97 |                      |
| 14   | URU Ruben Quindt                       | 16:14.95 |                      |
| 15   | MLI Djibril Sogodogo                   | 16:24.80 |                      |
| 16   | MTN Diallo Bocar                       | 17:32.68 |                      |
| 17   | ANG Alberto Cafunduca                  | 19:34.00 | Recorde da temporada |
| —    | NAM Simon Shipingana                   | DNS      |                      |
| —    | SUR Syveryo Simison                    | DNS      |                      |
| —    | BDI Naiho Vianney                      | DNS      |                      |

## Final
| Pos.              | Atleta                | Tempo    | Notas                |
| ----------------- | --------------------- | -------- | -------------------- |
| Medalha de ouro   | KEN Mark Kiptoo       | 13:06.17 | Recorde militar      |
| Medalha de prata  | KEN Vincent Kiprop    | 13:06.31 |                      |
| Medalha de bronze | BHR Bilisuma Gelassa  | 13:06.73 |                      |
| 4                 | KSA Hussain Almandah  | 13:12.17 |                      |
| 5                 | ALG Rabah Aboud       | 13:19.00 | Recorde da temporada |
| 6                 | ALG Mounir Miout      | 13:19.73 | Recorde da temporada |
| 7                 | BHR Dejenee Mootumaa  | 13:24.27 | Recorde da temporada |
| 8                 | FRA Hassan Hirt       | 13:25.42 | Recorde da temporada |
| 9                 | BDI Irabaruta Olivier | 13:28.80 | Recorde da temporada |
| 10                | FRA Yohan Duránd      | 13:40.81 | Recorde da temporada |
| 11                | TAN Damian Chopa      | 13:49.57 |                      |
| 12                | INA Agus Prayogo      | 14:02.12 | Recorde da temporada |
| 13                | TUN Mosbah Lagha      | 14:10.41 | Recorde da temporada |
| 14                | ERI Tesfay Rondas     | 14:11.64 |                      |
| —                 | KSA Abdullah Joud     | DNF      |                      |

Legenda
| Recorde mundial      | Recorde mundial (World record)               |                       | Recorde africano                      | Recorde africano (African) |                                           | Q | Classificado por posição (Qualified) |
| Recorde militar      | Recorde dos Jogos Mundiais Militares         | Recorde da América    | Recorde da América (Americas)         | q                          | Classificado por melhor tempo (Qualified) |   |                                      |
| Melhor marca do ano  | Melhor marca do ano (World leading)          | Recorde asiático      | Recorde asiático (Asian)              | DNS                        | Não largou (Did not start)                |   |                                      |
| Recorde nacional     | Recorde nacional (National record)           | Recorde europeu       | Recorde europeu (European)            | DNF                        | Não terminou (Did not finish)             |   |                                      |
| Recorde pessoal      | Recorde pessoal do atleta (Personal best)    | Recorde da Oceania    | Recorde da Oceania (Oceania)          | DSQ / DQ                   | Desclassificado (Disqualified)            |   |                                      |
| Recorde da temporada | Recorde da temporada do atleta (Season best) | Recorde sul-americano | Recorde sul-americano (South America) | NM                         | Sem marca (No mark)                       |   |                                      |